# João Campos
João José Fontes Campos (ur. 22 września 1958 w Albufeirze) – portugalski lekkoatleta specjalizujący się w biegach średnio i długodystansowych, dwukrotny uczestnik letnich igrzysk olimpijskich (Moskwa 1980, Los Angeles 1984).

## Sukcesy sportowe
- mistrz Portugalii w biegu na 800 metrów – 1980[1]
- pięciokrotny mistrz Portugalii w biegu na 1500 metrów – 1975, 1980, 1982, 1984, 1985
- mistrz Portugalii w biegu na 10 000 metrów – 1989
- mistrz Portugalii w biegu maratońskim – 1987
- halowy mistrz Portugalii w biegu na 3000 metrów – 1989[2]

| Rok  | Miasto          | Zawody                                    | Konkurencja    | Wynik         |
| ---- | --------------- | ----------------------------------------- | -------------- | ------------- |
| 1984 | East Rutherford | Mistrzostwa świata w biegach przełajowych | drużynowo      | brązowy medal |
| 1985 | Paryż           | Światowe igrzyska halowe                  | bieg na 3000 m | złoty medal   |
| 1986 | Madryt          | Halowe mistrzostwa Europy                 | bieg na 3000 m | brązowy medal |
| 1989 | Haga            | Halowe mistrzostwa Europy                 | bieg na 3000 m | 6. miejsce    |

## Rekordy życiowe
- bieg na 1500 metrów – 3:37,68 – Florencja 08/06/1983
- bieg na 2000 metrów – 5:00,8 – Lizbona 10/06/1984
- bieg na 3000 metrów – 7:45,70 – Sewilla 28/05/1987
- bieg na 3000 metrów (hala) – 7:54,93 – Haga 19/02/1989
- bieg na 5000 metrów – 13:19,10 – Oslo 28/06/1984
- bieg na 10 000 metrów – 28:07,86 – Maia 25/06/1991